# ثلاث قصص ممنوعة
ثلاث قصص ممنوعة (بالإيطالية: Tre storie proibite)‏ هو فيلم درامي إيطالي أُنتج عام 1952 من إخراج أوغوستو جينينا.

## ملخص الفيلم
تدور أحداث الفيلم حول ثلاث شابات تعرضن لحادث انهيار سلم في مستشفى. خلال تعافيهن، يسترجعن تجارب حياتهن الصعبة، من اعتداءات ومشاكل في العلاقات والزواج، بالإضافة إلى تعاطي المخدرات.

## ممثلون
- ليا أماندا
- أنطونيلا لوالدي
- إليونورا روسي دراغو
- غابرييل فرزيتي
- فرانك لاتيمور
- تشارلز فيرنلي فوسيت
- روبيرتو ريسو
- جوليو ستيفال
- ماريولينا بوفو
- إنريكو لوزي
- مارسيلا روفينا
- ريتشارد ماكنمارا

## وصلات خارجية
- ثلاث قصص ممنوعة علي موقع IMDb

- ثلاث قصص ممنوعة علي موقع MYmovies.it
- ثلاث قصص ممنوعة علي موقع Box Office Mojo